# Ishiyama-dera engi emaki
L’Ishiyama-dera engi emaki (石山寺縁起絵巻), littéralement les Rouleaux illustrés de l’histoire du Ishiyama-dera, est un emaki japonais narrant la fondation du temple bouddhique Ishiyama-dera de Shiga et les miracles qui y sont associés. Du fait de destructions et restaurations à travers les siècles, l’œuvre est composée de trois parties aux styles très distincts : il reste du XIVe siècle quatre rouleaux dont les trois premiers ont été peints par un membre de l’Atelier de peinture impérial dans le style yamato-e, un rouleau peint au XIVe siècle dans un style yamato-e tardif par Tosa Mitsunobu de l’école Tosa, et enfin les deux derniers rouleaux datant du XIXe siècle réalisés par Tani Bunchō dans un style impersonnel inspiré du yamato-e des rouleaux originaux.
L’emaki est de nos jours conservé au temple et classé bien culturel important.

## Contexte

### Art des emaki

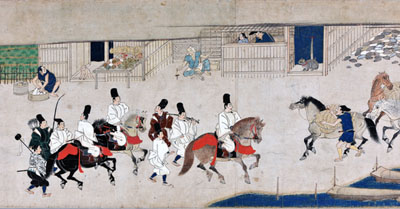
Le poète Minamoto no Shitagō rencontre un conducteur de chevaux, épisode anodin qui l’inspire pour comprendre un passage difficile de l’anthologie Man'yōshū. Rouleau 2, section 4. XIVe siècle.

Apparue au Japon depuis environ le VIe siècle grâce aux échanges avec l’Empire chinois, la pratique de l’emaki se diffuse largement auprès de l’aristocratie à l’époque de Heian : il s’agit de longs rouleaux de papier narrant au lecteur une histoire au moyen de textes et de peintures. Ces peintures narratives constituent également un terrain fertile pour le prosélytisme bouddhique, notamment les emaki faisant le récit de la fondation des temples ou de la vie des moines célèbres. Les Rouleaux illustrés de la fondation du Ishiyama-dera s’inscrivent à l’origine dans ce contexte-là, pendant l’âge d’or de l’emaki (XIIe et XIIIe siècles). La fondation et les miracles associés au temple (engi) étaient un thème récurrent dans les emaki.
L’art des emaki perd de sa vigueur et de son originalité à partir du XIVe siècle au Japon, bien que perdurant encore dans la peinture empreinte de classicisme de l’école Tosa durant l’époque de Muromachi. À l’époque d'Edo, plusieurs grands peintres utilisent encore ce support, par exemple Tawaraya Sōtatsu et Tani Bunchō, mais ne s’y limitent pas. Les emaki les plus fameux et les plus admirés de nos jours restent donc les anciennes œuvres conçues entre le XIIe et le XIVe siècle,,.

### L'Ishiyama-dera

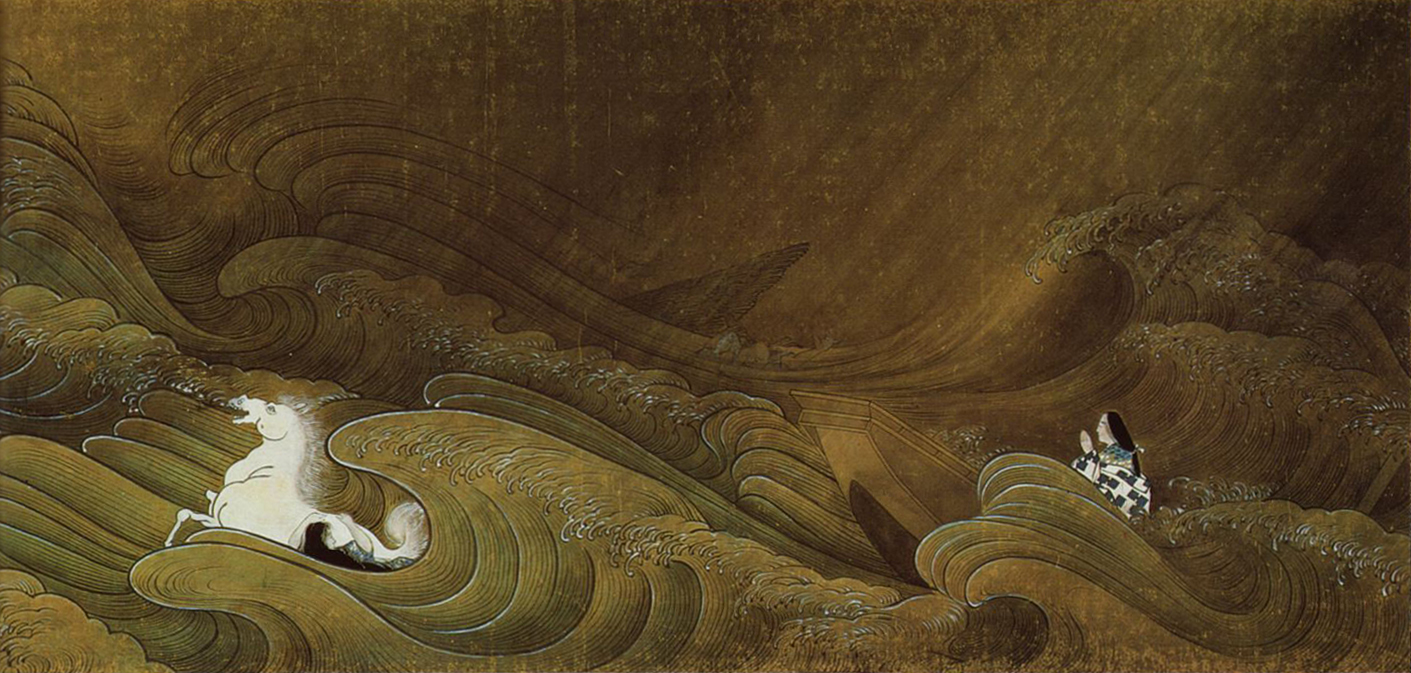
Un cheval blanc, symbolisant Kannon, sauve une femme de la noyade lors d'une tempête soudaine sur le lac Biwa. Rouleau 7, section 2. XIXe siècle.

L’Ishiyama-dera est un temple bouddhique construit au VIIIe siècle à Shiga dans la province d'Ōmi. D’après des documents d’époque, la construction aurait été supervisée par trois moines importants, Rōben, Gyōki et Bodhisena, sur la demande de l’empereur Shōmu en 748. À ce moment-là, le Tōdai-ji et sa statue colossale de bouddha en bronze, le plus gigantesque projet de l’époque de Nara, était en cours de construction, mais l’empereur désespérait de pouvoir collecter suffisamment d’or pour dorer le Grand Bouddha. Grâce à une révélation qui lui commande de bâtir un temple dans la province d’Ōmi et d’y pratiquer les rituels attendus, il ordonne la fondation de l’Ishiyama-dera, et, effectivement, un important gisement d’or est trouvé peu après. Shōmu y vit naturellement un signe divin fort pour soutenir son entreprise de construction du Tōdai-ji malgré les réticences à la cour et le coût pharaonique du projet,.

## Description de l'emaki

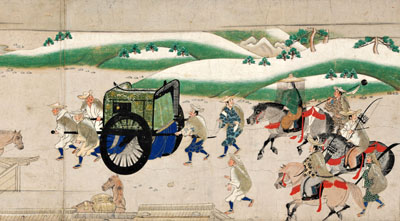
L'auteur du Sarashina nikki sur la route en pèlerinage vers le Ishiyama-dera. Rouleau 3, section 3. XIVe siècle.

De nos jours, l’emaki composé de sept rouleaux de papier peints et calligraphiés est constitué de trois parties distinctes datant respectivement du XIVe (rouleaux 1, 2, 3 et 5), du XVe (rouleau 4) et du XIXe siècle (rouleaux 6 et 7). L’emaki appartient toujours au Ishiyama-dera et est classé parmi les biens culturels importants du Japon. L’état de conservation de l’ensemble est excellent, notamment les rouleaux du XIVe. La hauteur des rouleaux est de 34 cm, excepté le quatrième rouleau qui mesure 34,4 cm ; les longueurs sont respectivement pour les sept rouleaux (en cm) : 1236,2 ; 1370,5 ; 1753,5 ; 1932,7 ; 1786,2 ; 1564,9 ; 1272,1. Au total, l’emaki est composé de trente-trois scènes, correspondant aux trente-trois incarnations du bodhisattva Nyoirin Kannon, divinité principale du Ishiyama-dera, qui narre la construction et les nombreux miracles associés au temple.
Les trois premiers rouleaux originaux sont communément datés entre 1324 et 1326 (époque de Kamakura), plus rarement aux alentours de la décennie 1370. L’auteur n’est pas connu avec certitude, mais de nombreux spécialistes attribuent l’œuvre à Takashina Takakane et son atelier pour les illustrations et le moine Kōshu pour les calligraphies. Takashina Takakane est un peintre réputé, connu pour le Kasuga gongen genki-e, fameux emaki complété en 1309 qui présente des similarités de styles et de thèmes. Il est fort possible que l’œuvre ait eu pour mécène la famille aristocratique Tōin, proche du temple. Le cinquième rouleau date également du XIVe, peut-être à la même date que les trois premiers ou aux alentours de 1375. Il est l’œuvre d’Awatagushi Ryūkō pour les peintures et Reizei Tameshige pour les calligraphies, sans certitude. L’état de l’emaki originel pose de sérieux problèmes sur plusieurs points : la date de confection (1324-1326 ou bien plus tard dans le troisième quart du XIVe siècle), le nombre de rouleaux (un quatrième rouleau existait-il au XIVe siècle ?) et les différences de style et d’auteurs entre les trois premiers rouleaux et le cinquième. De plus, Kōshu n’étant pas né en 1326, il est possible pour Yoshida que les peintures et les calligraphies n’aient pas été conçues au même moment (respectivement 1324-1326 et les années 1370), ou bien pour Umezu que la date de 1324-1326, inscrite sur le colophon, soit une erreur d’interprétation,,,.
Le quatrième rouleau date de 1497 (époque de Muromachi). Tosa Mitsunobu, directeur du bureau de peinture de la cour ou edokoro, est l’auteur des peintures et Sanjōnishi Sanetaka des calligraphies.
Les deux derniers rouleaux sont repeints au XIXe siècle (époque d’Edo). En 1805, le supérieur du Ishiyama-dera, Sonken, et Matsudaira Sadanobu décident de pourvoir au remplacement des deux rouleaux manquant, et confient la réalisation des peintures à Tani Bunchō à partir illustrant un texte d’Asukai Masaaki écrit 1655,.

## Narration

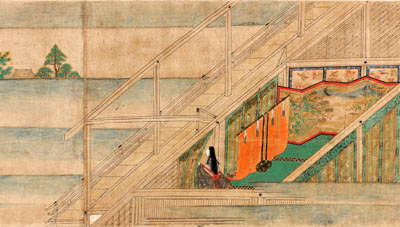
Murasaki Shikibu en retraite au Ishiyama-dera, où elle commença la rédaction de son célèbre roman Le Dit du Genji. Rouleau 4, section 1. XVe siècle.

L’œuvre narre la fondation du Ishiyama-dera et les nombreux miracles et bienfaits associés au temple et à sa divinité principale, Nyoirin Kannon. Kōshu, moine supérieur du Ishiyama-dera et auteur du texte original, s’est inspiré de diverses chroniques historiques ou œuvres littéraires évoquant le temple, dont le Yamato monogatari, le Sarashina nikki et le Kagerō nikki. Kōshu avait déjà rédigé un texte (actuellement détenu par le musée national de Kyoto) sur la fondation et les légendes du Ishiyama-dera, qui coïncide avec les calligraphies de l’emaki.
Le premier rouleau traite de la fondation du temple sous l’égide de l’empereur Shōmu et du moine Rōben. Le second rouleau narre les manifestations de Kannon auprès du moine Shunnyū, de la femme noble de Fujiwara no Kaneie, du poète Minamoto no Shitagō et du prêtre Rekikai, ainsi que le service religieux effectué au temple par l’empereur retiré En'yū. Le troisième rouleau dépeint d’abord les processions de Tō Sanjō-in (Fujiwara no Senshi), épouse de l’empereur En’yū, qui se rend en pèlerinage au Ishiyama-dera en 992 puis en 1001 ; vient ensuite le pèlerinage et la retraite de l’auteur du Sarashina nikki au temple, où elle reçoit un signe de Kannon. Le quatrième rouleau illustre Murasaki Shikibu commençant son célèbre roman Le Dit du Genji au temple, l’incendie de 1078, ainsi que les manifestations ou guérisons miraculeuses accordées par Kannon à Fujiwara no Michinaga, Shinkaku, l’empereur Go-Ichijō, l’empereur Go-Suzaku et le prêtre Gyōson, supérieur du Byōdō-in. Le cinquième rouleau met en scène deux personnages du peuple, ainsi que Fujiwara no Kuniyoshi et le don d’un domaine au temple par le noble Fujiwara no Tadazane en 1148. Dans le sixième rouleau, Kannon et Bishamonten exaucent les prières de Fujiwara no Chikayoshi, Rōchō, Fujiwara no Michiie et Yamashina Saneo. Le dernier rouleau, après deux miracles accordés au moine Ken’en et une fille du peuple, termine l’emaki avec les visites de l’empereur Fushimi puis de Kameyama (empereur cloîtré) et Go-Uda (empereur retiré) en 1299.

## Styles picturaux

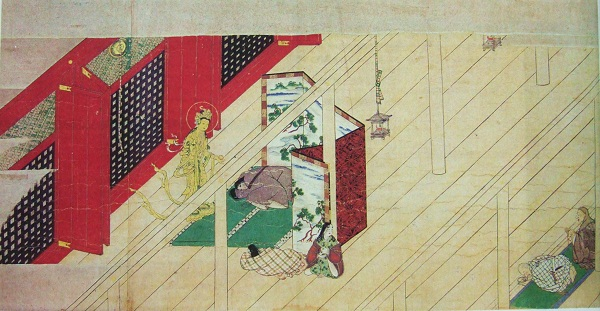
Nyoirin Kannon apparaît en rêve à la femme de Fujiwara no Kuniyoshi, en retraite au Ishiyama-dera. Rouleau 5, section 1. XVe siècle.

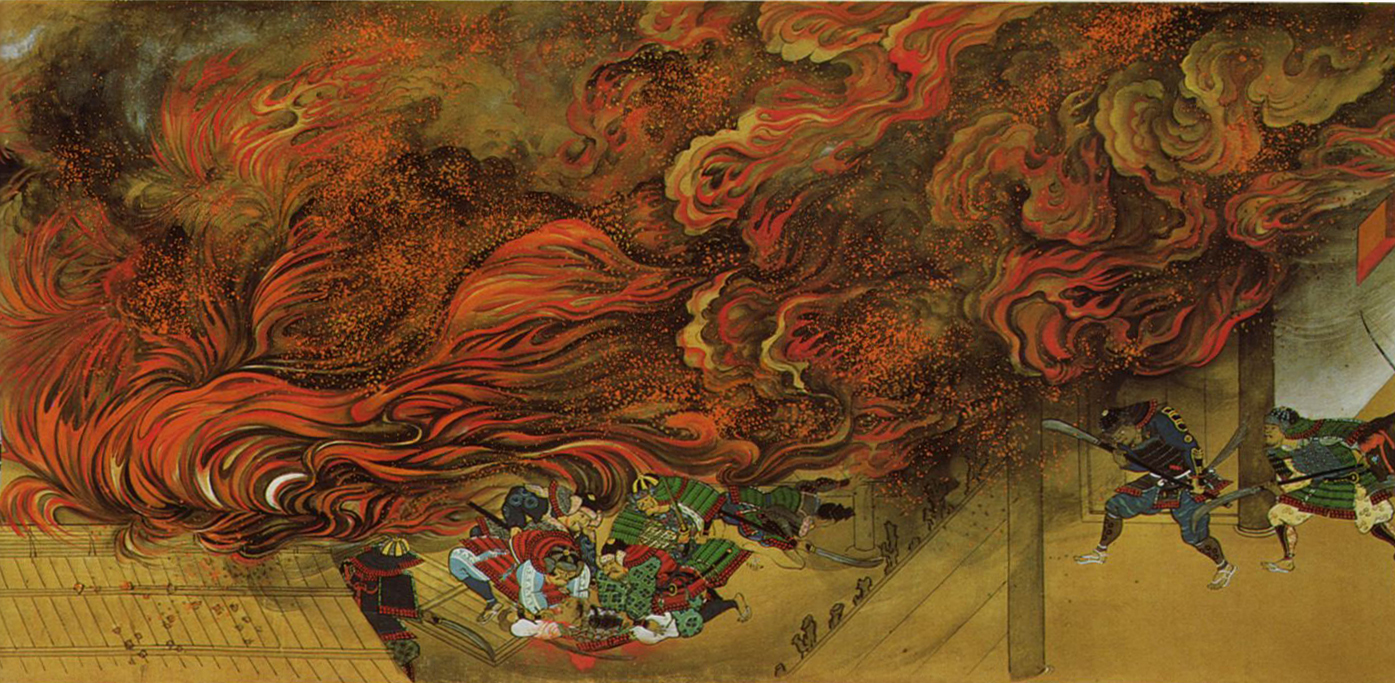
Incendie et bataille durant une rébellion à Watsuka, province de Yamashiro ; la composition de la scène s’inspire fortement des fameux Rouleaux illustrés du Dit de Heiji. Rouleau 6, section 1. XIXe siècle.

Le style des peintures des trois premiers rouleaux, de la main de Takashina Takakane, témoigne du yamato-e de l’époque de Kamakura, caractérisé par la symbiose entre les couleurs riches et vives des œuvres raffinées de la cour et le dynamisme des lignes et des contours des œuvres à sujet populaire. Ce style se retrouve par exemple dans le Kasuga-gongen genki e et le Kitano Tenjin engi emaki, dont le sujet est aussi la fondation d’un temple et la mise en scène des miracles et légendes qui y sont attachés.
Les rouleaux quatre et cinq suivent avec soin le style des premiers rouleaux, tout en présentant des variations. Ainsi, le dynamisme du trait se ressent moins sur le quatrième, et le cinquième offre un rendu plus réaliste. L’école Tosa, dont Tosa Mitsunobu est le dirigeant, fait perdurer le yamato-e après le XIVe siècle, mais dans un style plus académique. Le cinquième rouleau, qui est comme mentionné plus haut antérieur au quatrième, présente un style intermédiaire entre ceux de Takashina Takakane et de Tosa Mitsunobu.
Tani Bunchō, auteur des deux derniers rouleaux au XIXe siècle, appartient au mouvement nanga, mais imite ici le style yamato-e des premiers rouleaux, bien que de façon fort différente du style classique. Il était en effet connu pour son érudition et sa connaissance des styles picturaux passés, ainsi que sa capacité à les reproduire de façon très impersonnelle.

## Historiographie

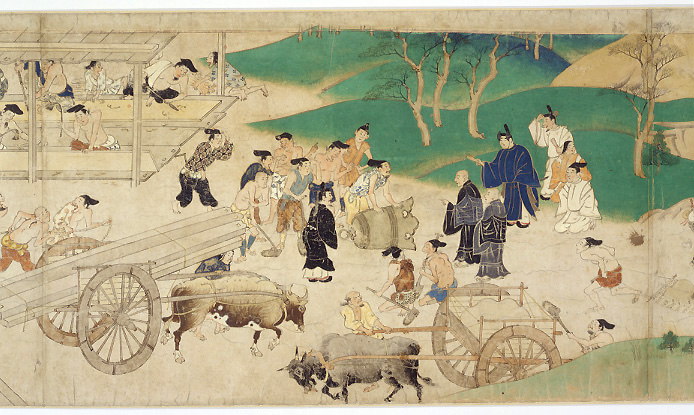
Aperçu historique sur les techniques de construction médiévales japonaises. Rouleau 1, section 3. XIVe siècle.

Miroir de leur temps, les emaki reflètent la vie quotidienne et les coutumes des Japonais, aristocrates ou gens du peuple. Les Rouleaux illustrés de la fondation de l’Ishiyama-dera, plutôt que de peindre le Japon du VIIIe siècle lors de la fondation du temple, mettent souvent en scène les gens de l’époque médiévale, sans respecter fidèlement le temps du récit. Ainsi, les scènes montrant la construction du temple présentent un aperçu riche et vivant sur les techniques de construction du XIVe siècle. L’emaki présente plus généralement un intérêt historique sur l’étude de la fin de l’époque de Kamakura à travers les peintures des croyants, la vie quotidienne et les retraites au temple, des résidences de nobles, des travaux comme la pêche sur la rivière Uji ou le transport des balles de riz, les vêtements, la nourriture, l’architecture ou l’aménagement des campagnes. Ces éléments traduisent le regard du peintre sur son environnement, séculaire ou religieux, gens du commun ou nobles, adultes ou enfants.
L’œuvre est également un document d’étude sur le culte, les visions et les miracles de Nyoirin Kannon,, ainsi que sur l’histoire du Ishiyama-dera à propos de laquelle peu d’archives subsistent de nos jours.